# Arbanaška, Prokuplje
Arbanaška (izvirno srbsko Арбанашка) je naselje v Srbiji, ki upravno spada pod Občino Prokuplje; slednja pa je del Topliškega upravnega okraja.

## Demografija
V naselju, katerega izvirno (srbsko-cirilično) ime je Арбанашка, živi 50 polnoletnih prebivalcev, pri čemer je njihova povprečna starost 59,2 let (52,6 pri moških in 64,6 pri ženskah). Naselje ima 27 gospodinjstev, pri čemer je povprečno število članov na gospodinjstvo 1,89.
To naselje je, glede na rezultate popisa iz leta 2002, večinoma srbsko.
|  |

| Demografija | Demografija     | Demografija     |
| Leto        | Št. prebivalcev | Št. prebivalcev |
| ----------- | --------------- | --------------- |
|             |                 |                 |
|             |                 |                 |
|             |                 |                 |
|             |                 |                 |
| 1948        | 474             |                 |
| 1953        | 511             |                 |
| 1961        | 458             |                 |
| 1971        | 300             |                 |
| 1981        | 166             |                 |
| 1991        | 105             | 105             |
| 2002        | 51              | 51              |
|             |                 |                 |

| Etnična sestava po popisu iz leta 2002 | Etnična sestava po popisu iz leta 2002 | Etnična sestava po popisu iz leta 2002 | Etnična sestava po popisu iz leta 2002 | Etnična sestava po popisu iz leta 2002 |
| -------------------------------------- | -------------------------------------- | -------------------------------------- | -------------------------------------- | -------------------------------------- |
| Srbi                                   | Srbi                                   |                                        | 50                                     | 98,03%                                 |
| Neznano                                | Neznano                                |                                        | 1                                      | 1,96%                                  |